# Spirit (Eluveitie)
Spirit è il primo album del gruppo musicale folk metal svizzero Eluveitie, pubblicato nel 2006 dalla Fear Dark Records.

## Tracce[2]
1. Spirit (Chrigel Glanzmann) – 2:32
2. Uis Elveti (Chrigel Glanzmann) – 4:12
3. Your Gaulish War (Chrigel Glanzmann, Eoin Duignan) – 5:10
4. Of Fire, Wind & Wisdom (Chrigel Glanzmann, Ivo Henzi) – 3:05
5. Aidû (Chrigel Glanzmann) – 3:10
6. The Song of Life (Chrigel Glanzmann) – 4:01
7. Tegernakô (Chrigel Glanzmann) – 6:42
8. Siraxta (Chrigel Glanzmann, David Stifter) – 5:39
9. The Dance of Victory (Chrigel Glanzmann) – 5:24
10. The Endless Knot (Chrigel Glanzmann, Daire Bracken, Ivo Henzi) – 6:58
11. AnDro (Chrigel Glanzmann) – 3:41

## Formazione[3]
- Chrigel Glanzmann - voce, mandolino, fischio, cornamusa, gaita, chitarra acustica, bodhrán
- Rafi Kirder - basso
- Merlin Sutter - batteria
- Linda Suter - fiddle
- Meri Tadic - violino, voce
- Ivo Henzi - chitarra elettrica
- Siméon Koch - chitarra elettrica
- Sarah Kiener - ghironda
- Sevan Kirder - cornamusa, flauto, fischio